# Шумский, Игорь Борисович
И́горь Бори́сович Шу́мский 1898 год, Ишколдь, Минская губерния — июль 1974 год, Киев) — сотрудник органов ВЧК-ОГПУ-НКВД-МВД СССР. Секретарь Особого отдела Волынской губернской ЧК. Начальник Особого отдела ВЧК 7-й стрелковой дивизии и начальник Особого отдела ВЧК 44-й стрелковой дивизии. Начальник Особого отдела ГУГБ НКВД Харьковского военного округа. Полковник. Входил в состав особой тройки НКВД СССР.

## Биография
Родился в 1898 году в деревне Ишколдь Минской губернии. В 1914 году окончил высшее начальное училище в местечке Мир.
С февраля 1917 года по январь 1918 год служил в русской армии.
С января 1918 года по июнь 1918 года служил в РККА.
С июня 1918 года по июнь 1919 года — начальник канцелярии, секретарь Отдела ЧК Западной области, ЧК при СНК Литовско-Белорусской ССР.
Член РКП(б) с марта 1919 года.
С июнь 1919 года по декабрь 1919 года — секретарь Особого отдела Волынской губернской ЧК.
С декабря 1919 года по декабрь 1920 года — помощник начальника военного контрольного пункта Особого отдела ВЧК 12-й армии, заместитель начальника Особого отдела ВЧК 7-й стрелковой дивизии.
С декабря 1920 года — начальник особого отдела ВЧК 7-й стрелковой дивизии и начальник Особого отдела ВЧК 44-й стрелковой дивизии.
В июле 1924 года — начальник особого отдела ОГПУ 1-го кавалерийского корпуса.
С июля 1924 года по май 1928 года — инспектор, начальник оперативного отдела частей, управления пограничной охраны и войск ГПУ при СНК Украинской ССР.
С мая 1928 года по декабрь 1929 года — помощник начальника Каменец-Подольского окружного отдела ГПУ и заместитель начальника 24-го Каменец-Подольского пограничного отряда ОГПУ.
С 1 января 1930 года по сентябрь 1930 года — начальник Мелитопольского окружного отдела ГПУ.
С сентября 1930 года по сентябрь 1931 года — начальник 23-го Могилёв-Подольского пограничного отряда ОГПУ.
С сентября 1931 года по май 1932 года — начальник Молдавского областного отдела ГПУ и начальник 25-го Молдавского пограничного отряда ГПУ.
С мая 1932 года по сентябрь 1932 года — слушатель Школы высшего руководящего состава ОГПУ.
С сентября 1932 года по январь 1934 года — начальник 23-го Каменец-Подольского пограничного отряда ОГПУ.
С января 1934 года по июль 1934 года — начальник оперативного отдела Управления пограничной охраны и войск ГПУ при СНК — Управления пограничной и внутренней охраны НКВД Украинской ССР, полковник.
С мая 1936 года по август 1937 года — заместитель начальника Управления НКВД по Харьковской области. С 17 мая 1936 года по август 1937 года — начальник Особого отдела ГУГБ НКВД Харьковского военного округа. С декабря 1936 года по август 1937 года — начальник V-го отдела УГБ Управления НКВД по Харьковской области. С 4 июля 1937 года по 16 августа 1937 года — и. о. начальника Управления НКВД по Харьковской области. Этот период отмечен вхождением в состав особой тройки, созданной по приказу НКВД СССР от 30.07.1937 № 00447 и активным участием в сталинских репрессиях.
С августа 1937 года по март 1938 года — начальник Запорожского городского отдела НКВД (Днепропетровская область), полковник.
С марта 1938 года по сентябрь 1939 года — заместитель начальника Рыбинского гидроузла Волгостроя — Волжского исправительно-трудового лагеря НКВД.
С сентября 1939 года по ноябрь 1940 года — секретарь Бюро ВКП(б) Рыбинского гидроузла Волгостроя — Волжского исправительно-трудового лагеря НКВД.
С ноября 1949 года по август 1941 года — заместитель начальника Политического отдела Волгостроя НКВД.
С августа 1941 года — заместитель начальника IV-го управления Оборонстроя НКВД.
С 1941 года по апрель 1942 года — заместитель начальника III-го управления Оборонстроя НКВД.
С апреля 1942 года по февраля 1943 года — заместитель начальника Управления Тагилстроя НКВД по кадрам.
С февраля 1943 года по август 1943 года — начальник Управления лагеря для военнопленных № 145 НКВД (Курск).
С августа 1943 года по июнь 1944 года — начальник объекта № 20 (Химки Московской области).
С июня 1944 года по январь 1945 года — начальник Управления лагеря для военнопленных № 62 НКВД (Киев).
С января 1945 года по декабрь 1950 года — начальник Управления по делам военнопленных и интернированных НКВД — МВД Украинской ССР.
С декабря 1950 года по июнь 1956 года — заместитель начальника Управления исправительно-трудовых лагерей и колоний МВД Украинской ССР.

## Завершающий этап
С июня 1956 года на пенсии. Умер в Киеве в июле 1974 года.

## Звания
С 23 декабря 1935 года полковник.

## Награды
- орден Ленина,
- два ордена Красного Знамени,
- орден Отечественной войны 2-й степени,
- орден Красной Звезды[2].